# Les Miens (Jean Daniel)
Ne doit pas être confondu avec Les Miens (film).
Les Miens est un récit autobiographique, un ensemble de portraits écrits par le journaliste et écrivain Jean Daniel,,,,.

## Présentation
Il commence par un portrait de sa mère, dont il a déjà tracé un portrait dans La Blessure pour parler ensuite des personnalités qui ont marqué sa vie : Albert Camus à qui il a déjà consacré un ouvrage en 2006, André Gide, Pierre Mendès France, Jean-Paul Sartre ou Edgar Morin. Les miens contient aussi des portraits de figures aussi diverses que François Furet et Germaine Tillion, André Malraux, Michel Foucault et Roland Barthes, Roger Stéphane et Maurice Clavel, Marie Susini, Jules Roy, Françoise Sagan ou Jacques Derrida... Il y a en tout quarante-trois portraits.